# Pècari barbablanc
El pècari barbablanc (Tayassu pecari) és una espècie de pècari que viu a Centreamèrica i Sud-amèrica, en selves pluvials, boscos secs i matollars del chaco. És monotípic dins el gènere Tayassu.
El pècari barbablanc és diürn i viu en grans ramats d'entre 50 i més de 300 individus i se n'han observat fins a 2.000 individus junts. És un animal omnívor que s'alimenta de fruits, arrels, tubercles, nous de palmer, herbes i invertebrats.
Juntament amb el pècari de collar, és la principal presa del jaguar i, menys sovint, del puma.